# Queimada (esporte)
Queimado (português brasileiro) ou Jogo do Mata (português europeu) é um esporte coletivo em que os jogadores de duas equipes tentam acertar os oponentes com uma bola, evitando serem atingidos. O objetivo de cada equipe é eliminar todos os membros da equipe adversária, acertando-os com bolas lançadas.
Atualmente, já existem 3 Federações criadas no Brasil:
Federação Baiana de Baleado em Feira de Santana - Bahia (@federacaodebaleadodabahia)
Federação Pernambucana de Queimado em Recife - Pernambuco (@federacaopequeimado)
Federação Paraibana de Baleado em Ingá - Paraíba (@fed_paraibanadebaleado)
Já foram realizadas Copas Interestaduais, Campeonatos Estaduais, com premiações em dinheiro, troféu e medalha, e está em vigência uma Lei onde o Queimado será reconhecido como Esporte.
O Queimado é muito praticado em escolas e nas ruas.
Atualmente existem diversos times que podem ser encontrados no instagram.

## Nomes
Além do nome "Queimado", adotado na maioria dos estados brasileiros (Alagoas, Ceará, Distrito Federal, Espírito Santo, Goiás, Mato Grosso, Minas Gerais, Paraíba, Pernambuco, Rio de Janeiro, São Paulo, e Sergipe), o jogo também é conhecido pelos nomes: Queimado (Alagoas, Maranhão, Pernambuco, Rio de Janeiro e Sergipe), Baleado (Paraíba e Bahia), Barra-Bola, Bola Queimada (Paraná), Caçador (Paraná, Santa Catarina e Rio Grande do Sul), Carimba (Ceará), Carimbada (Goiás), Cemitério (Ceará), Mata-mata e Mata-soldado (Santa Catarina) e Matada (Paraíba).
Em Portugal, o jogo é conhecido como Jogo do Mata.
Internacionalmente, o jogo é chamado de Dodgeball e Prisonball nos Estados Unidos.

## Equipamento e campo de jogo
A QUADRA DE JOGO

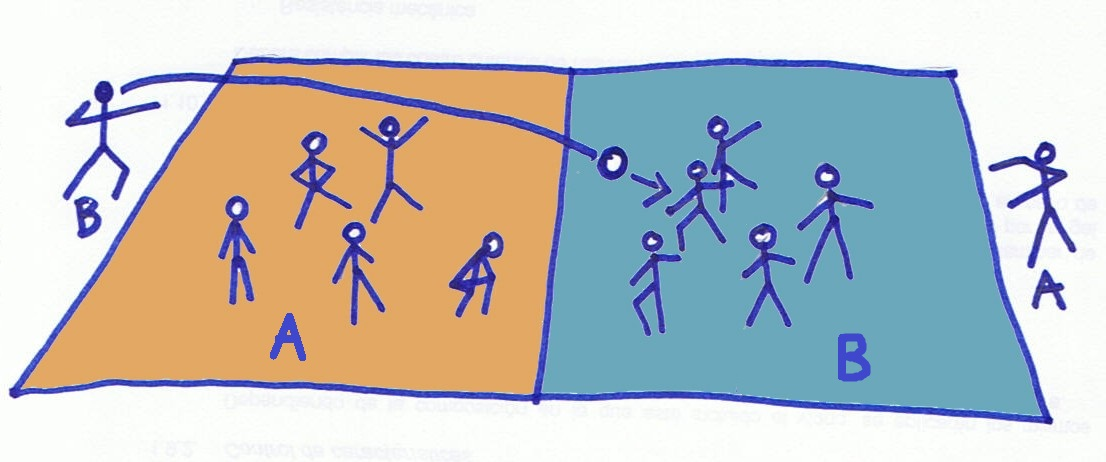
Esquema de campo do jogo

A quadra de jogo é uma superfície retangular, com 18 (dezoito) metros de comprimento e 9 (nove) metros de largura.
É composta por duas áreas de jogo ativo, duas áreas denominadas zona morta e duas áreas laterais. Cada área de jogo ativo mede 9 (nove) metros de comprimento por 9 (nove) metros de largura.
As zonas mortas são localizadas ao fundo das áreas de Jogo ativo, sendo delimitadas pelas linhas do fundo das áreas de jogo ativo. 

A BOLA
A Bola deve ser feita de couro ou material sintético. Ela deve ser esférica e sua superfície não pode ser escorregadia.
A calibragem deverá sempre ser conferida pelos lideres das equipes no momento inicial da partida, durante a escolha da posse de bola ou área de jogo ativo, de modo a ser aceita pelas duas equipes.
Não havendo consenso, os oficiais de arbitragem definirão a bola e a calibragem.
A circunferência e o peso da bola a ser utilizada pelas distintas categorias de equipes são as seguintes:
· 58 a 60 cm e 425 a 475g (tamanho 3 da I.H.F), para homens e equipes juvenis masculinas (acima de 16 anos);
· 54 a 56 cm e 325 a 375g (tamanho 2 da I.H.F), para mulheres e equipes juvenis femininas (acima de 14 anos) e equipes masculinas adolescentes (com idade entre 12 e 16 anos);
· 50 a 52 cm e 290 a 330g (tamanho 1 da I.H.F), para femininas de crianças (entre 8 e 14 anos) e equipes masculinas de crianças (entre 8 e 12 anos).
Para cada partida, deve haver pelo menos duas bolas disponíveis. As bolas reservas devem estar disponíveis na mesa de controle para uso imediato durante o jogo. As bolas devem estar de acordo ao estipulado nos itens 3.1 e 3.2.
Os árbitros decidem quando devem usar a bola reserva. Em tais casos, os árbitros deverão colocar a bola reserva em jogo imediatamente para minimizar as interrupções e evitar paradas técnicas.

## Regras
OS JOGADORES E SEUS EQUIPAMENTOS
Uma equipe é formada por até 15 (quinze) atletas, um técnico e seu corpo técnico.
A formação inicial é de 10 (dez) atletas.
Os demais atletas são considerados substitutos e ficam na área técnica juntamente com a comissão.
Cada equipe deverá ter uniformes idênticos entre seus componentes. As combinações de cores e desenhos entre as duas equipes deverão ser claramente distinguíveis uma da outra.
Não é permitida a utilização de nenhum equipamento, material ou produto que beneficie ao atleta para fixação da bola como luvas, colas, uniformes que possuam funções especiais e correlatos. Sendo identificado, no início das partidas, a tentativa de uso será solicitado a retirada e quando identificado o uso durante a partida a equipe será considerada como contraventora das regras e sofrerá afastamento da competição.
Não será permitido o uso de objetos que sejam perigosos para os atletas como braceletes, brincos, pulseiras, colares, gargantilhas, óculos sem tiras de sustentação, relógios e correlatos.
Se os objetos estiverem cobertos por uma fita ou esparadrapo, caberá à arbitragem fazer a avaliação de perigo e autorizar ou não o uso.
Faixas, lenços para cabeça e braçadeiras de capitão são permitidos desde que não ofereçam risco.
Os atletas devem utilizar calçado e apropriado para o piso da prática.
A equipe deverá apresentar o capitão, identificado por braçadeira ou uniforme de cor diferente dos outros atletas de sua equipe, para que o mesmo represente como liderança para condução durante a partida, sorteios, escolha de posse de bola e lado da área de jogo ativo, conferência e assinatura da súmula ao fim da partida, além de ser a representação da equipe junto à arbitragem.
Somente este atleta e o técnico poderão se direcionar e manifestar-se junto aos árbitros e mesário. Qualquer outro atleta que tomar tais atitudes serão advertidos, em caso de insistência, com cartão amarelo e, continuando a advertência, receberá outro cartão amarelo e será considerado queimado.
Caso o atleta já tenha sido queimado, receberá cartão amarelo e estará suspenso da próxima partida.
Nenhum atleta poderá disputar competições ou estar inscrito em duas ou mais equipes.
Caso uma equipe possua apenas 9 atletas e um dos componentes for acometido de lesão que o impeça de dar continuidade ao jogo, a coordenação poderá, em consentimento com as outras equipes e, em prol da realização da partida, solicitar a concessão de um atleta de outra equipe antes do início da partida e registrando essas ações e consentimento em súmula.
Os atletas inscritos para a partida deverão se posicionar na lateral da quadra, para que, após a autorização do árbitro central, se dirijam pelo lado direto da quadra até o centro onde cumprimentarão os atletas adversários e, em seguida, ocupam a área de jogo ativo e zona morta escolhidas em sorteio e os substitutos deverão se direcionar à área técnica.

INÍCIO E TÉRMINO DE JOGO
O jogo inicia o arremesso de saída, o qual não possui função de ataque.
Não é permitido queimar o atleta oponente na execução do arremesso de saída, nem arremessar intencionalmente contra o corpo do adversário para que a bola retorne à sua área.
O arremesso de saída pode ser interceptado por um adversário, mesmo que ele não segure totalmente a bola ou a deixe cair no chão de sua área de jogo ativo ou sua lateral.
Caso a bola seja arremessada intencionalmente ao corpo do atleta oponente, o mesmo não será considerado queimado e a bola retorna a quem arremessou, para que efetue o arremesso novamente sem a intenção de queimar.
O período do jogo inicia e acaba através do apito que poderá ser emitido pelo árbitro central ou pelo mesário ao fim do tempo de cada SET e ao fim da partida.
Caso o tempo tenha terminado quando a bola já tenha sido arremessada, será aguardada a conclusão da jogada e então o set será encerrado.

PROTOCOLO INICIAL E POSICIONAMENTO DOS JOGADORES
Para início de partida, as equipes deverão se posicionar na lateral da quadra, alinhados acompanhando a linha divisória com a área de jogo ativo para primeiras instruções.
O capitão deverá se direcionar pela lateral da quadra em direção à mesa para sorteio da posse de bola e escolha da área de jogo ativo. Após essa definição, o capitão deverá retornar para área onde estão os demais atletas e assumir a frente da fila da equipe.
Com o sinal do árbitro central, as equipes deverão se direcionar através da lateral da quadra acompanhando a linha em direção à linha central onde cumprimentarão aos adversários e logo após se deslocarão para o posicionamento inicial.
Para início de partida, cada equipe deverá posicionar 01 (um) atleta na zona morta e demais atletas na área de jogo ativo totalizando a quantidade de 10 (dez) atletas. Após o primeiro atleta queimado na zona de Jogo ativo o atleta que iniciou na Zona morta se direciona para a área de Jogo ativo.
Toda a movimentação de troca de áreas deve ser feita pelas laterais e nunca pelo centro das áreas de Jogo ativo.

PARADA TÉCNICA
Os árbitros sinalizam o início e a duração de uma interrupção, “PARADA TÉCNICA”.
Uma PARADA TÉCNICA é obrigatória quando:
a) Houver um atendimento médico;
b) Houver um sinal de apito do mesário;
c) Houver consulta entre os árbitros;
d) Houver intercorrência que atrapalhe o andamento do SET ou da partida, como fatores que atrapalhem na estrutura das áreas de jogo ativo, invasão, conflitos e correlatos.
e) Solicitado pelo Técnico 01 (uma) vez por set para cada equipe com 30 segundos de duração; As infrações ocorridas durante a PARADA TÉCNICA e APÓS O JOGO terão as mesmas consequências que as infrações ocorridas durante o tempo de jogo.

SUBSTITUIÇÕES
Os atletas suplentes podem entrar em jogo, informando à mesa e ao árbitro central, durante o tempo normal do SET e o atleta substituído só poderá retornar ao jogo após o término do SET. O atleta que entrou somente poderá ser substituído durante o mesmo SET que ele entrou por outro atleta suplente que não tenha entrado ainda.
Os atletas envolvidos na substituição, devem sempre se movimentar, sair ou entrar, através da sua linha lateral, próximo ao centro da quadra na área dos 3 metros.
O Atleta que já esteja localizado na zona morta após ser queimado ou penalizado por infração não poderá ser substituído e nem deixar a zona morta, salvo para atendimento médico ou questão de saúde que não permita sua permanência no jogo.
Caso isso ocorra em momento em que na zona morta só esteja com esse atleta, o capitão deverá direcionar outro atleta para compor o quadro da zona morta e, quando o próximo atleta for queimado, este que foi direcionado retornará para a sua área de jogo ativo.
Durante o período de prorrogação não poderá haver substituição. Em caso de lesão durante o período de prorrogação o atendimento médico deverá ser prestado e caso o atleta não tenha condições de jogo a equipe adversária será considerada vencedora do SET.
O atleta que esteja lesionado, sangrando ou que tenha sangue em seu corpo ou uniforme, deverá sair da área de jogo imediata e voluntariamente ou ser atendido no local quando o deslocamento for inviável ou possa se tornar imprudente.
O atleta só poderá retornar a quadra após imobilizar o local lesionado, estancar o sangramento, cobrir a ferida, limpar o corpo e uniforme e liberado pelo atendimento médico e arbitragem.
Se for necessário ser encaminhado atendimento médico especializado, a arbitragem determina uma PARADA TÉCNICA e a cronometragem do SET será pausada.

ANDAMENTO DA PARTIDA
O início se dará através da autorização através de sinal sonoro pelo árbitro central, onde a equipe que escolheu a posse de bola irá arremessar pelo atleta que esteja na zona morta.
Este é denominado arremesso inicial, o qual não possui função de ataque e por isso, não poderá queimar o atleta oponente, nem arremessado intencionalmente ao corpo do atleta oponente para que a bola retorne.
O arremesso pode ser interceptado pelo atleta oponente mesmo que o atleta não segure a bola, deixando-a cair no chão de sua área de jogo ativo ou de sua lateral.
Caso a bola seja arremessada intencionalmente ao corpo do atleta oponente o mesmo não será considerado queimado e a bola retorna a quem arremessou para que efetue o arremesso novamente na forma sem intenção de queimar.
Se o executante arremessar a bola contra um adversário de maneira intencional, de forma reincidente, será punido com cartão amarelo. Se persistir, será novamente punido com cartão amarelo e deverá ser expulso. 

INVASÃO
Todo jogador poderá arremessar a bola em direção à área adversária, desde que o mesmo não tenha ultrapassado os limites da sua própria área.
NÃO PISAR, TOCAR OU ULTRAPASSAR A LINHA LIMITE COM OS PÉS E NÃO ARREMESSAR DA ÁREA LATERAL À ÁREA DE JOGO ATIVO.
Os arremessos que não terão função de queimar são o arremesso inicial e arremesso de reinicio, onde após atleta queimado, é lançada pelo atleta para reiniciar a partida e que estará posicionado na zona morta e também poderá ser interceptada mesmo sem que não consiga segurar a bola, como no arremesso inicial.
O atleta que pisar ou tocar nas linhas que delimitam a quadra ao fundo e no meio COM OS PÉ OU AS MÃOS, estando este com a posse de bola, a bola será revertida para o jogador da outra equipe, iniciando-se na ZONA MORTA.
Será considerado impulso quando o encaixe ou qualquer ação seja concluída de dentro da sua área de jogo.
Caso o atleta toque, pise ou ultrapasse a linha para pegar a bola será considerado invasão.
Em caso de arremesso, não será considerado invasão.
O limite da quadra são as linhas.

SAÍDA DE BOLA PELA LATERAL

Se a bola sair pela linha lateral que delimita a área de jogo ativo, a posse de bola será para a equipe do lado em que a lateral faz parte.
Quando houverem cones de demarcação para definir o direcionamento da bola, serão seguidas as seguintes determinações:
· A bola batendo no cone e este sendo direcionado para a lateral, será considerada como lateral;
· O cone sendo arremessado para o fundo, a bola será considerada como fundo;
O mesmo ocorre com os cones de marcação da linha de centro.

QUEIMAR E NÃO-QUEIMAR
Será considerado queimado o jogador que for atingido pela bola, em qualquer parte do corpo, COM EXECEÇÃO DO ROSTO e essa venha a tocar ao chão antes de um novo lançamento.
Será considerado queimado o jogador que tente segurar a bola e não conseguindo, a deixe tocar no chão.
O atleta que estiver fora da área de jogo ativo, estando ou se posicionando intencionalmente na área lateral, na zona morta adversária ou na área de jogo ativo da equipe adversária para obter alguma vantagem será considerado queimado.
Caso o atleta esteja nessas áreas mencionadas por impulso estará apto a ser queimado e encaixar a bola.
O atleta deverá se manter com o corpo todo dentro dos limites das linhas do jogo ativo.
O atleta poderá ser advertido verbalmente para se manter em quadra e em recorrência será aplicado cartão amarelo.
Quando o atleta segurar a bola e cair com ela dominada, não será considerado queimado mesmo que a bola toque o chão.
Quando, no mesmo lançamento, a bola bater em 02 (dois) ou mais jogadores da mesma equipe e depois cair no chão, o jogador em que a bola tocar primeiro será considerado queimado.
Quando a bola, simultaneamente, tocar no chão e no jogador e, em seguida, tocar no chão, este não será considerado queimado.
Quando a bola tocar em 1 (um) ou mais atletas e um atleta da sua equipe ou equipe adversária segurar a bola sem cair no chão, o atleta não será queimado.
Em caso de invasão, por parte de qualquer jogador da equipe, para evitar que a bola toque ao chão, o atleta que foi tocado pela bola não será considerado queimado, porém a posse de bola será revertida para a equipe adversária, a ser iniciada pelo atleta que estivar na zona morta.
Um atleta não poderá impedir a circulação de um adversário na tentativa de salvar a bola e nem fazer menção que segurar sem que a segure.
Em caso de invasão para salvar a bola e a bola seja dominada pelo atleta da equipe adversária, o atleta que invadiu não poderá ser queimado dentro da quadra adversária ou qualquer outro local que não seja a zona de jogo ativo.
Nesse caso o jogo é paralisado e só retomado após o retorno à sua zona de jogo ativo e ao sinal do arbitro.
O atleta, após ser queimado, deverá dirigir-se pela lateral para a área de zona morta, onde deverá permanecer até o final do jogo.
O atleta, após estar na zona morta, não poderá se dirigir para a área técnica, lateral e nem área de jogo ativo, sob penalidade de recebimento de cartão amarelo, salvo em caso de atendimento médico ou invasão para salvar a bola enquanto não tocar ao chão.
Caso o atleta demorar para se deslocar, o árbitro deverá parar o cronometro até o recomeço da partida.

POSSE DE BOLA
A cada equipe será permitido a posse de bola até o 7º (sétimo) lançamento consecutivo. O não cumprimento deste, implicará em penalidade para a equipe, com a perda da posse de bola.
A partir do 5º (quinta) arremesso, o árbitro central irá sinalizar com a mão para o alto deixando suspensos os dedos a cada arremesso e apitando ao 8º lançamento, passando a posse de bola para a equipe adversária.
O atleta poderá ficar de posse de bola por, no máximo, 10 (dez) segundos.
Passando esse tempo sem arremesso, a bola será revertida para a equipe adversária a ser retomada a partida da área de jogo ativo.

JOGO ATIVO
Será considerado jogo ativo toda bola que seja lançada até o 7º arremesso consecutivo.